# Diogo Cão
Diogo Cão (o Cam) (Vila Real, Nord, ca 1452 - 1486/7) va ser un explorador portuguès de l'era de les exploracions, recordat per haver fet dos viatges de descobriment a la costa occidental africana entre 1482 i 1486 al servei de Joan II de Portugal. Fou el primer europeu conegut en veure i entrar al riu Congo i en explorar la costa africana que s'estén entre l'Equador i Walvis Bay, a l'actual Namíbia. Va morir el 1486 o el 1487.

## Primers anys i família
Diogo Cão hauria nascut a Vila Real a mitjans del segle xv, sent fill il·legítim d'Álvaro Fernandes o Gonçalves Cão, fidalgo de la Casa Reial, ell mateix fill il·legítim de Gonçalo Cão. Va entrar a la marina als 14 anys, arribant al grau de capità el 1480, sent encarregat de garantir la seguretat de les factories portugueses en aigües africanes. Se sap que Cão s'hauria casat i que va tenir quatre fills: Pedro, Manuel, André Afonso i Isabel.

## Primer viatge (1482-83)

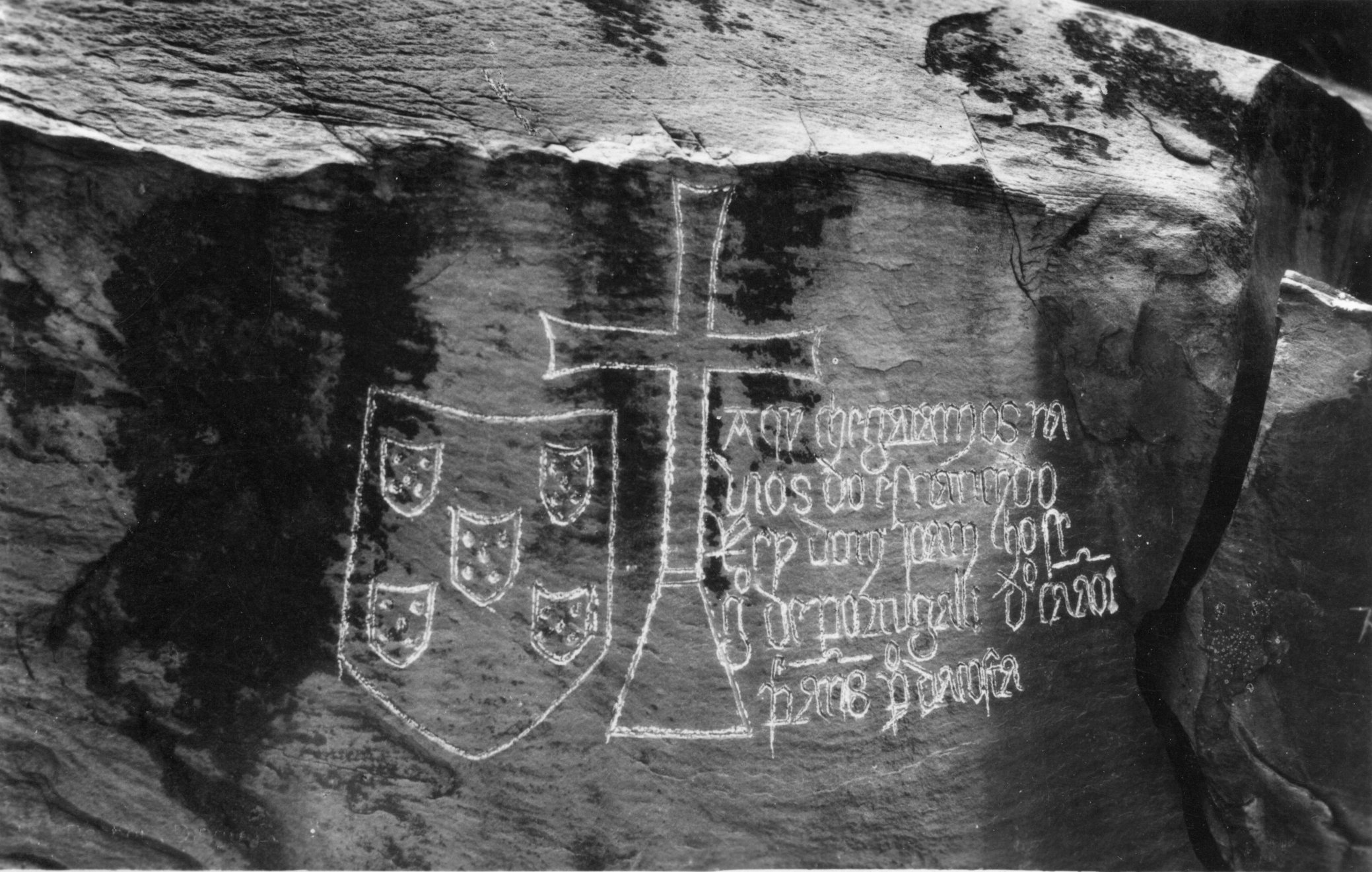
Padrão d'Ielala, amb les inscripcions de Diogo Cão

Quan el rei Joan II de Portugal reprengué l'obra iniciada per Enric el Navegant, envià a Cão per reconèixer la costa africana situada més enllà de l'Equador. En aquest viatge Cão va descobrir la desembocadura i l'estuari del riu Congo, potser l'agost de 1482, i deixà constància d'aquest fet erigint un padrão, o pilar de pedra, del qual encara avui en dia en queden alguns fragments, a la punta Shark, en el que feia constar la sobirania de Portugal sobre el gran riu.
Cão també remuntà un petit tram del seu curs i inicià la relació amb els indígenes del regne del Congo, per tal d'aconseguir el vassallatge del seu rei. Cão va resseguir la costa cap al sud, cap a l'actual Angola, erigint un segon padrão, probablement a l'indret en què finalitzà el seu viatge, al cap de Santa Maria. Se sap que estava de tornada cap a Lisboa a primers d'abril de 1484, acompanyat per quatre indígenes del regne del Congo, quan Joan II l'ennoblí, fent-lo cavaller de la seva casa i li concedí una renta vitalícia i un escut d'armes (8 d'abril i 14 d'abril de 1484, respectivament).

## Segon viatge (1484-86)
Se sap que Cão tornà a visitar el riu Congo en un segon viatge a la zona fet entre 1484 i 1486. Allà erigí dos padrãos més, al mont Negro i al cap Cross, possiblement l'indret més al sud que visità, avançant uns 1.400 km. En aquest viatge tornà a remuntar el riu Congo, que ell considerava com la via d'accés al regne del Preste Joan, fins a arribar als voltants de Matadi. Allà, l'octubre o novembre de 1485, prop de les cascades d'Ielala, deixà una inscripció gravada en una pedra que dona testimoni del seu pas i dels seus homes: «Aqui chegaram os navios do esclarecido rei D. João II de Portugal - Diogo Cão, Pero Anes, Pero da Costa» ["Aquí arribaren els vaixells de l'il·lustre rei Joan II de Portugal - Diogo Cão, Pero Anes, Pero da Costa].
No se sap si Cão morí en aquesta exploració o aconseguí arribar a Portugal, tot i que els seus homes i enviats del regne del Congo sí que ho feren en algun moment de 1488, portats per Bartolomeu Dias, que seria el successor de Cão en l'exploració africana. Una llegenda al mapa de 1489 de Henricus Martellus Germanus diu que Cão morí al cap Cross; però João de Barros i d'altres el situen viu a Portugal.